# New South Wales Rugby League Championship
El New South Wales Rugby League Championship fue la máxima competición de rugby league de Australia.
Entre 1908 y 1994 la competición fue la primera división de Australia, fecha en la que fue reemplazada por el 
National Rugby League.
Desde 1976 el campeón del torneo clasificaba al World Club Challenge enfrentando al campeón del RFL Championship para determinar al campeón del mundo en la especialidad.

## Historia
El torneo fue fundado en 1908, disputando el primer campeonato con 9 clubes.
Fue una liga que hasta principios de los años 1980 solo incorporaba equipos de Nueva Gales del Sur, fecha en la cual comenzó una expansión a las provincias de Queensland y al Territorio de la Capital Australiana.
En 1982 se incorporaron los Canberra Raiders siendo el primer club fuera de Nueva Gales del Sur, en 1988 los equipos de Queensland, Brisbane Broncos y Gold Coast Chargers se incorporaron al torneo.
En 1995, se transfirió el control de la liga a la Australian Rugby League (ARL).

## Temporadas
- Para los campeonatos desde la temporada 1998 a la fecha véase National Rugby League.[2]

### New South Wales Rugby League
| Edición | Edición | Campeón                 |
| ------- | ------- | ----------------------- |
| 1       | 1908    | South Sydney            |
| 2       | 1909    | South Sydney            |
| 3       | 1910    | Newtown Jets            |
| 4       | 1911    | Eastern Suburbs         |
| 5       | 1912    | Eastern Suburbs         |
| 6       | 1913    | Eastern Suburbs         |
| 7       | 1914    | South Sydney            |
| 8       | 1915    | Balmain Tigers          |
| 9       | 1916    | Balmain Tigers          |
| 10      | 1917    | Balmain Tigers          |
| 11      | 1918    | South Sydney            |
| 12      | 1919    | Balmain Tigers          |
| 13      | 1920    | Balmain Tigers          |
| 14      | 1921    | North Sydney Bears      |
| 15      | 1922    | North Sydney Bears      |
| 16      | 1923    | Eastern Suburbs         |
| 17      | 1924    | Balmain Tigers          |
| 18      | 1925    | South Sydney            |
| 19      | 1926    | South Sydney            |
| 20      | 1927    | South Sydney            |
| 21      | 1928    | South Sydney            |
| 22      | 1929    | South Sydney            |
| 23      | 1930    | Western Suburbs Magpies |
| 24      | 1931    | South Sydney            |
| 25      | 1932    | South Sydney            |
| 26      | 1933    | Newtown Jets            |
| 27      | 1934    | Western Suburbs Magpies |
| 28      | 1935    | Eastern Suburbs         |
| 29      | 1936    | Eastern Suburbs         |

| Edición | Edición | Campeón                       |
| ------- | ------- | ----------------------------- |
| 30      | 1937    | Eastern Suburbs               |
| 31      | 1938    | Canterbury-Bankstown Bulldogs |
| 32      | 1939    | Balmain Tigers                |
| 33      | 1940    | Eastern Suburbs               |
| 34      | 1941    | St. George Dragons            |
| 35      | 1942    | Canterbury-Bankstown Bulldogs |
| 36      | 1943    | Newtown Jets                  |
| 37      | 1944    | Balmain Tigers                |
| 38      | 1945    | Eastern Suburbs               |
| 39      | 1946    | Balmain Tigers                |
| 40      | 1947    | Balmain Tigers                |
| 41      | 1948    | Western Suburbs Magpies       |
| 42      | 1949    | St. George Dragons            |
| 43      | 1950    | South Sydney                  |
| 44      | 1951    | South Sydney                  |
| 45      | 1952    | Western Suburbs Magpies       |
| 46      | 1953    | South Sydney                  |
| 47      | 1954    | South Sydney                  |
| 48      | 1955    | South Sydney                  |
| 49      | 1956    | St. George Dragons            |
| 50      | 1957    | St. George Dragons            |
| 51      | 1958    | St. George Dragons            |
| 52      | 1959    | St. George Dragons            |
| 53      | 1960    | St. George Dragons            |
| 54      | 1961    | St. George Dragons            |
| 55      | 1962    | St. George Dragons            |
| 56      | 1963    | St. George Dragons            |
| 57      | 1964    | St. George Dragons            |
| 58      | 1965    | St. George Dragons            |

| Edición | Edición | Campeón                       |
| ------- | ------- | ----------------------------- |
| 59      | 1966    | St. George Dragons            |
| 60      | 1967    | South Sydney                  |
| 61      | 1968    | South Sydney                  |
| 62      | 1969    | Balmain Tigers                |
| 63      | 1970    | South Sydney                  |
| 64      | 1971    | South Sydney                  |
| 65      | 1972    | Manly-Warringah Sea Eagles    |
| 66      | 1973    | Manly-Warringah Sea Eagles    |
| 67      | 1974    | Eastern Suburbs               |
| 68      | 1975    | Eastern Suburbs               |
| 69      | 1976    | Manly-Warringah Sea Eagles    |
| 70      | 1977    | St. George Dragons            |
| 71      | 1978    | Manly-Warringah Sea Eagles    |
| 72      | 1979    | St. George Dragons            |
| 73      | 1980    | Canterbury-Bankstown Bulldogs |
| 74      | 1981    | Parramatta Eels               |
| 75      | 1982    | Parramatta Eels               |
| 76      | 1983    | Parramatta Eels               |
| 77      | 1984    | Canterbury-Bankstown Bulldogs |
| 78      | 1985    | Canterbury-Bankstown Bulldogs |
| 79      | 1986    | Parramatta Eels               |
| 80      | 1987    | Manly-Warringah Sea Eagles    |
| 81      | 1988    | Canterbury-Bankstown Bulldogs |
| 82      | 1989    | Canberra Raiders              |
| 83      | 1990    | Canberra Raiders              |
| 84      | 1991    | Penrith Panthers              |
| 85      | 1992    | Brisbane Broncos              |
| 86      | 1993    | Brisbane Broncos              |
| 87      | 1994    | Canberra Raiders              |

### Australian Rugby League
| Edición | Edición | Campeón                       |
| ------- | ------- | ----------------------------- |
| 88      | 1995    | Canterbury-Bankstown Bulldogs |
| 89      | 1996    | Manly-Warringah Sea Eagles    |
| 90      | 1997    | Newcastle Knights             |

### Super League
| Edición | Edición | Campeón          |
| ------- | ------- | ---------------- |
| 90      | 1997    | Brisbane Broncos |

## Historial
| Equipo                        | Títulos | Temporadas campeón |
| ----------------------------- | ------- | --- |
| South Sydney Rabbitohs        | 20      | 1908, 1909, 1914, 1918, 1925, 1926, 1927, 1928, 1929, 1931, 1932, 1950, 1951, 1953, 1954, 1955, 1967, 1968, 1970, 1971. |
| St. George Dragons            | 15      | 1941, 1949, 1956, 1957, 1958, 1959, 1960, 1961, 1962, 1963, 1964, 1965, 1966, 1977, 1979.                               |
| Sydney Roosters               | 11      | 1911, 1912, 1913, 1923, 1935, 1936, 1937, 1940, 1945, 1974, 1975.                                                       |
| Balmain Tigers                | 11      | 1915, 1916, 1917, 1919, 1920, 1924, 1939, 1944, 1946, 1947, 1969.                                                       |
| Canterbury-Bankstown Bulldogs | 7       | 1938, 1942, 1980, 1984, 1985, 1988, 1995 (ARL).                                                                         |
| Manly-Warringah Sea Eagles    | 6       | 1972, 1973, 1976, 1978, 1987, 1996 (ARL)..                                                                              |
| Western Suburbs Magpies       | 4       | 1930, 1934, 1948, 1952.                                                                                                 |
| Parramatta Eels               | 4       | 1981, 1982, 1983, 1986.                                                                                                 |
| Newtown Jets                  | 3       | 1910, 1933, 1943. |
| Canberra Raiders              | 3       | 1989, 1990, 1994. |
| Brisbane Broncos              | 3       | 1992, 1993, 1997 (SL).                                                                                                  |
| North Sydney Bears            | 2       | 1921, 1922. |
| Penrith Panthers              | 1       | 1991. |
| Newcastle Knights             | 1       | 1997 (ARL). |